# The Wise Virgin
The Wise Virgin è un film muto del 1924 diretto da Lloyd Ingraham. Prodotto da Elmer Harris che ne firma anche la sceneggiatura, aveva come interpreti Patsy Ruth Miller, Edythe Chapman, Matt Moore, Lucy Fox.

## Trama
La signora Farrington vuole che la nipote Billie sposi il manager del suo ranch, Bob Hanford, uomo onesto e lavoratore. Ma la giovane dichiara che il matrimonio non le interessa, salvo quello con il conte Venino che, in realtà, è un falso nobile. Quando la zia si ammala, Billie - seppur controvoglia - accetta di sposare Bob. Il matrimonio, però, non viene consumato e Billie tratta con freddezza il marito. La zia, venuta a sapere delle vere origini di Venino, organizza un ricevimento al quale invita anche la madre di Venino. Billie, allora, scappa via ma viene rapita dal falso conte. Sarà salvata solo dall'intervento di Bob di cui finalmente Billie comincia ad apprezzare le qualità.

## Produzione
Il film fu prodotto dalla Peninsula Studios e, secondo il Moving Picture World del 12 luglio 1924, venne girato negli studi della compagnia siti a San Mateo, una zona suburbana di San Francisco.

## Distribuzione
Il copyright del film, richiesto dalla Peninsula Studios, fu registrato il 15 agosto 1924 con il numero LP20698.
Distribuito dalla Producers Distributing Corporation (PDC), uscì nelle sale cinematografiche statunitensi il 10 agosto 1924. In Finlandia, fu distribuito il 12 aprile 1926.